# Channa stewartii
Channa stewartii är en fiskart som först beskrevs av Playfair, 1867.  Channa stewartii ingår i släktet Channa och familjen Channidae. IUCN kategoriserar arten globalt som livskraftig. Inga underarter finns listade i Catalogue of Life.